# 50 Cassiopeiae
50 Cassiopeiae (kurz 50 Cas) ist ein Hauptreihenstern im Sternbild Kassiopeia am Nordsternhimmel. Er hat eine scheinbare visuelle Helligkeit von 3,95 mag, gehört zur Spektralklasse A2 und ist ca. 160 Lichtjahre von der Erde entfernt.
Der britische Astronom John Herschel glaubte, um den Stern einen schwachen Nebel zu erkennen. In der Folge wurde er im New General Catalogue als NGC 771 verzeichnet.